# 打狗
打狗（Takao、Takau）為臺灣高雄市的舊地名，主要指涉現今的高雄港與周邊地區，特別是鼓山區南部、鹽埕區、旗津區北部一帶。這個地名的最早中文紀錄是1603年（明朝萬曆31年），陳第所著〈東番記〉：「東番夷人不知所自始，居彭湖外洋海島中，起魍港、加老灣，歷大員、堯港、打狗嶼、小淡水………皆其居也，斷續凡千餘里，種類甚蕃」:22。早期福建沿海通往呂宋（卡加揚）的東洋針路，打狗仔（打狗山）為航線途經在海上觀測的重要導航點，16世紀末當時海道航線針路手冊將此地記為虎仔山、虎頭山、虎尾山。
推定16世紀末成書的海道航線針路手冊《順風相送》〈太武往呂宋〉針路記有彭湖山、虎仔山、沙馬歧頭等重要導航點，〈泉州往彭家施闌〉記有彭湖、虎尾山、沙馬頭等重要導航點。稍晚，推定1680年代成書的《指南正法》〈東洋山形水勢〉記述「澎湖暗澳……乙辰五更（往東南東方航行約半天）取蚊港（魍港），蚊港亦叫台灣，係是北港……下打狗子，西北有灣，看石佛不可拋船，東南邊亦灣，東去有淡水（下淡水溪），亦名放索番子」；〈泉州往邦仔系蘭山形水勢〉記述澎湖山、虎頭山、沙馬岐頭山等重要導航點，並記述「虎頭山即打狗仔」。施雅軒認為虎仔山、虎尾山、虎頭山皆是打狗仔（打狗山）。:25-27

## 詞源
打狗地名的由來，目前較為多數學者接受的是日本學者伊能嘉矩的說法，他認為「打狗」之名，源於原先居住在此的平埔族馬卡道（Makatao 或 Mkatatau）之族語（Takau），意思為「竹林」，而漢人依台語音譯為「打狗」（白話字：Táⁿ-káu）。
十六世紀初期，臺灣西部及大陸東南沿海一帶經常有倭寇及海盜出沒，四處騷擾，當時居住在高雄一帶的馬卡道族，為阻止倭寇及海盜的入侵，在家園四周圍種刺竹林，漢人音譯為「打狗」，並稱呼此地的馬卡道族為「打狗社」，荷蘭人音譯為 Tankoya 或 Tancoia 。對於伊能嘉矩的說法，也有學者提出修正，認為 Takau 一詞在馬卡道族語中的意義，應該是「雞」才對。鳥居龍藏在1896年的調查，記錄祖居舊鳳山平埔語稱「雞」為「tak'ka」。翁佳音教授曾指出： 打狗社在十七、十八世紀的英國、西班牙、荷蘭的文獻中，大抵寫為 Tancoya， 其發音類似「銅（打）鼓仔」，極有可能是源於早期福建漁民行經此處，因為海浪拍打沿岸而取之名。除學者的看法外，民間對於打狗地名的由來有以下傳說： 1. 早期福建的漁民初到此地，遠眺山巒外形有如一面大鼓，稱此山為「打鼓山」（今壽山），打狗為打鼓兩字的轉音。 2. 今日壽山山中有一巨石，外形似鼓，以棍棒敲擊會鼕鼕作響，因此而得名。 3. 昔日港灣前有不少礁石，其中之一形如佛像，居民行舟途經此處，為祈求船隻進出平安，通常會焚香、燒紙錢、鳴金、擊鼓，以示對石佛的敬意，因此，「打鼓」遂成為地名。 此外，日本方面也有相關傳說在倭寇猖獗時期，據說曾有日本「八幡船」到打狗一帶，在查問此地名稱時，漢人通事指旗後山答道：「打狗山」。日人在航海誌上，以和日音相近的「高砂」（日語發音為 ）二字記錄，因此，日人稱打狗為「 Takasago」。到了江戶時代（1603-1867），日本更沿用此一名稱，把整個臺灣稱為「高砂」，並把臺灣的原住民稱為「高砂族」。 
明鄭至清代，打狗常與打鼓混稱，如明末遺老沈光文，在其所著〈平臺灣序〉中提到：「打鼓澳能生三倍之財，曝海水以為鹽，爇山材而為炭」:847，稱高雄港為「打鼓澳」；西元 1697 年（康熙 36 年）郁永河奉命到臺灣採硫磺，後來在他所著《裨海紀遊》中提到：「鳳山縣在臺灣縣之南，…至 山下打狗仔港止，廣五十里」:11，稱高雄港為「打狗仔港」。 一般來說，民間著述常用「打狗」一詞，而官撰史志則以「打鼓」名之。。
除打狗、打鼓之稱呼之外，打狗港還有其他名稱。例如：因與下淡水溪（今高屏溪）口的東港對應而被稱為「西港」；此外，又有「歧後港」、「丹鳳澳」、「朱雀池」等名稱。日本治臺初期，官方亦沿用打狗地名，1897年《台灣假製二十万分一圖》即有「高雄」一名出現，1920 年（大正 9 年）臺灣總督府公布修正地方官官制，全臺分五州（臺北、新竹、臺中、臺南、高雄等五州）、兩廳（花蓮港廳、臺東廳），高雄州下設高雄郡和高雄街。同時頒布命令改正所謂的「不雅」地名，將原本具鄉土氣息的地名「打狗」正式以「高雄」取代。日語發音為「 Taka-o」，和打狗兩字的發音十分相近，且日本也有高雄的地名，於是沿用三百多年的「打狗」從此便走入歷史，「高雄」的名稱沿用至今。

## 流行文化
- Takao Rock 打狗祭：高雄流行音樂中心主辦的音樂祭 [18]

## 文獻
1. ↑   (地图). 1:20000. . Cartography by . . 1904  [2025-03-07]. （原始内容存档于2021-12-30） （日语）.
2. ↑  沈有容 1956
3. ↑  施雅軒. . 台灣文獻 (國史館台灣文獻館). 2022-03, 73 (1): 7–38 [2021-01-15投稿, 2021-02-01送審, 2021-08-06通過]  [2023-04-13]. （原始内容存档于2023-03-25）.
4. 1 2 3  發 行 人：鄭新輝；顧 問：郭金池 王進焱；總召集人：戴淑芬；副召集人：劉靜文 黃盟惠 鍾享龍 周譽峰.  (PDF) (Tertiary source 三次文獻). 指導教授：李文環；策劃小組：吳佳玲 陳淑芬 龍炳豐 蕭佳玲；執行編輯：顏嘉億 柯麗卿 游凌雀；撰 稿：黃森濤；編輯小組：陳志鵬 鐘金華 鍾淑芳. 高雄市政府教育局. 2012-12  [2019-04-11]. ISBN 978-986-04-0193-6. 原始内容存档于2019-04-11.
5. ↑  伊能嘉矩 1985
6. ↑  張守真等編 1996
7. ↑  土田滋 1997
8. ↑  陽森富 1998
9. ↑  鳥居龍藏. . . 台灣調查時代１. 由楊南郡翻译 三版. 台北市: 遠流. 2021-09-01: 230–237 [1996-08-20初版 原載於《東京人類學會雜誌》12卷132號225頁 1897-03-28]. ISBN 978-957-32-9238-8.
10. ↑  呂自揚.  初版. 高雄市: 河畔. 2014-12. ISBN 978-957-9266-50-5.
11. ↑  必麒麟. . . 由陳逸君翻译 初版. 台北市: 前衛. 2010-05: 151–170. ISBN 978-957-801-643-9.
12. ↑  楊玉姿 2005
13. ↑  余文儀 1962
14. ↑  郁永河 1959
15. ↑  曾玉昆 1992
16. ↑  潘輝雄 1984
17. ↑    (地图). . 第十一號（共十四） G7910 S200.J3圖號依Stanford University Library分類號註記; G7960 S200.J3圖號依二十萬分一帝國圖註記. 大日本帝國陸地測量部（日语：陸地測量部）. 1897-07-10 [1897年輯製·1897-07-05印刷] –國立台灣大學圖書館·數位典藏館·特藏地圖 地質系圖書室 (LM)733.35 4032-6 1898 sheet11 （日语）. 高雄
18. ↑  .   [2023-10-09]. （原始内容存档于2023-10-03）.